# Schloßbergsattel bei Markt Einersheim
Der Schloßbergsattel bei Markt Einersheim (der westliche Teil auch Naturwaldreservat Speckfeld) ist ein Naturschutzgebiet in den Gemarkungen von Iphofen-Birklingen und Markt Einersheim im unterfränkischen Landkreis Kitzingen.

## Lage
Der Schloßbergsattel liegt nördlich des Markt Einersheimer Kernortes an der Steigerwaldstufe zwischen dem Schwanbergvorland und dem Nördlichen Steigerwald. Den Mittelpunkt des Schutzgebietes bilden die Erhebungen Sonnenberg, Vogelgesang und der Schloßberg, auf dem die Burgruine Speckfeld inmitten des Naturschutzgebietes steht, im Nordosten ragt es weit in den Speckfelder Wald hinein. Dort schließt die Grenze des Landkreises Kitzingen das Schutzgebiet ab.
Das Areal ist zweigeteilt: Im Westen liegen typische Offenflächen, im Osten größere Waldflächen. Ein schmaler Übergang mit bereits höherem Baumanteil vermittelt zwischen beiden Arealen. Das Naturschutzgebiet ist Teil des Landschaftsschutzgebietes (LSG), ehemals Schutzzone, innerhalb des Naturparks Steigerwald, das große Teile des Steigerwaldes umfasst. Zugleich sind weite Teile als Vogelschutzgebiet und Fauna-Flora-Habitat ausgewiesen.

## Beschreibung
Der östliche Teil des heutigen Naturschutzgebietes wurde im Jahr 1978 als Naturwaldreservat Speckfeld ernannt, das zu diesem Zeitpunkt 18,6 ha umfasste. Im Jahr 2002 wurden auch die Offenlandbereiche Naturschutzgebiet. Die große Strukturvielfalt ist typisch für das etwa 78 ha große Areal. Gemeinsam ist beiden Teilen das stark bewegte Boden-Relief, das durch Hügelketten und Senken gegliedert wird und auf die unterschiedlich stark vorangeschrittene Verwitterung der geologischen Schichten zurückzuführen ist.
Der Westteil mit dem Offenland weist viele gefährdete Arten von Flora und Fauna auf. Ein typisches Beispiel ist die Zauneidechse (Lacerta agilis). Die Esparsetten-Widderchen (Zygaena carniolica), eine Schmetterlingsart, bevorzugen die Blüten der Futter-Esparsette (Onobrychis viciifolia), eine schützenswerte Seltenheit im Naturschutzgebiet. Der Kronwicken-Silberfleckbläuling (Plebejus argyrognomon) ist auf die Weinbauflächen in der Umgebung angewiesen. Selten sind das Helm-Knabenkraut (Orchis militaris) und das Feld-Mannstreu (Eryngium campestre).

## Naturwald
Das Naturwaldreservat bzw. Naturwald Speckfeld mit seinen ausgedehnten Wäldern bietet dem Hirschkäfer (Lucanus cervus) einen bevorzugten Lebensraum. Er legt seine Eier im dort reichlich vorhandenen Totholz abgestorbener Bäume ab. Der Wald bietet auch mehreren Wald-Fledermäusen einen Rückzugsraum. Die Fransenfledermaus (Myotis nattereri) und die Bechsteinfledermaus (Myotis bechsteinii) benötigen für ihre Jagd lichte und stufige Baumbestände.